# 南裕之
南 裕之（みなみ ひろゆき、1972年8月1日 - ）は、元バレーボール日本代表選手。

## 来歴
1972年8月1日岡山県倉敷市出身。父はミュンヘンオリンピック男子バレーボール金メダリストの南将之。兄は元大分三好ヴァイセアドラー所属の南克幸。
200cmの長身を誇る。体重87kg。O型。

## 球歴
- 1990年-アジアジュニア選手権 2位
- 1991年-世界ジュニア選手権 4位
- 1993年-ユニバーシアード世界大会　優勝
- 1994年～1997年-日本代表